# Morti nel 1967/Novembre
| Questa pagina contiene informazioni ricavate automaticamente dalle voci biografiche con l'ausilio del template Bio e di un bot. L'aggiornamento è periodico e automatico e ricostruisce completamente la pagina. Se manca una persona in questa lista, sei pregato di non aggiungerla, ma accertati piuttosto che la sua voce biografica contenga il template Bio e che i dati anagrafici siano correttamente compilati. Se il template Bio manca, inseriscilo tu stesso o, in alternativa, metti l'avviso {{tmp\|Bio}} che ne segnala la mancanza. Se i dati riportati sono sbagliati, correggi direttamente la voce biografica; le modifiche saranno visibili in questa lista entro pochi giorni. Per chiarimenti vedi il progetto biografie. La lista contiene solo le 77 persone che sono citate nell'enciclopedia e per le quali è stato implementato correttamente il template Bio. Pagina aggiornata al 3 mar 2024. |

- 1º novembre - Silvio Gai, economista, dirigente d'azienda e politico italiano (n. 1873)
- 1º novembre - Benita Hume, attrice inglese (n. 1906)
- 1º novembre - Olga Raphael-Linden, attrice, pittrice e scrittrice svedese (n. 1887)
- 1º novembre - Enrico Viarisio, attore italiano (n. 1897)
- 2 novembre - Otto Kähler, ammiraglio tedesco (n. 1894)
- 2 novembre - Jimmy Robinson, attore statunitense (n. 1918)
- 3 novembre - Alexander Aitken, matematico e statistico neozelandese (n. 1895)
- 3 novembre - Clare Hoffman, politico statunitense (n. 1875)
- 5 novembre - Joseph Kesselring, drammaturgo statunitense (n. 1902)
- 5 novembre - Massimo IV Saigh, cardinale e patriarca cattolico siriano (n. 1878)
- 5 novembre - Robert Nighthawk, cantante e musicista statunitense (n. 1909)
- 6 novembre - Jean Dufay, astronomo e astrofisico francese (n. 1896)
- 7 novembre - Alberto Cavaliere, poeta, giornalista e politico italiano (n. 1897)
- 7 novembre - John Nance Garner, politico statunitense (n. 1868)
- 7 novembre - Nils von Kantzow, ginnasta svedese (n. 1885)
- 7 novembre - Sammy Mandell, pugile statunitense (n. 1904)
- 7 novembre - John Alden Mason, antropologo, archeologo e linguista statunitense (n. 1885)
- 7 novembre - Arturo Pascal, storico e letterato italiano (n. 1887)
- 7 novembre - Anton Pažický, calciatore slovacco (n. 1919)
- 7 novembre - Ian Raby, pilota automobilistico britannico (n. 1921)
- 7 novembre - Alessandro Del Torso, skeletonista e dirigente sportivo italiano (n. 1883)
- 8 novembre - Alberto Carosi, pittore italiano (n. 1891)
- 8 novembre - Maria Melita di Hohenlohe-Langenburg, principessa tedesca (n. 1899)
- 9 novembre - Charles Bickford, attore statunitense (n. 1891)
- 9 novembre - Jack Foley, produttore cinematografico, regista e umorista statunitense (n. 1891)
- 9 novembre - Dick Howard, ostacolista statunitense (n. 1935)
- 10 novembre - Ida Cox, cantante statunitense (n. 1896)
- 11 novembre - Lester Randolph Ford Sr., matematico statunitense (n. 1886)
- 11 novembre - Mátyás Korányi, calciatore ungherese (n. 1910)
- 12 novembre - Otello Abbruciati, pugile italiano (n. 1909)
- 12 novembre - Angelo Di Carlo, militare e mafioso italiano (n. 1891)
- 12 novembre - Alberto Hidalgo, poeta e scrittore peruviano (n. 1897)
- 13 novembre - Harriet Cohen, pianista britannica (n. 1895)
- 13 novembre - Archibald Nye, generale britannico (n. 1895)
- 14 novembre - Martin Kohlroser, generale tedesco (n. 1905)
- 15 novembre - Michael Adams, aviatore e astronauta statunitense (n. 1930)
- 15 novembre - Ernle Chatfield, ammiraglio britannico (n. 1873)
- 15 novembre - Alice Lake, attrice statunitense (n. 1895)
- 16 novembre - Phil Boyd, canottiere canadese (n. 1876)
- 17 novembre - Bo Bergman, scrittore, poeta e critico letterario svedese (n. 1869)
- 17 novembre - Rose Bowes-Lyon, contessa Granville, nobildonna scozzese (n. 1890)
- 17 novembre - Vincenzo Di Donato, compositore e violoncellista italiano (n. 1887)
- 17 novembre - August Fager, mezzofondista statunitense (n. 1891)
- 19 novembre - Aristide Carapelle, magistrato e politico italiano (n. 1878)
- 19 novembre - Kazimierz Funk, chimico polacco (n. 1884)
- 19 novembre - João Guimarães Rosa, scrittore, medico e diplomatico brasiliano (n. 1908)
- 19 novembre - Karl-Gustaf Vingqvist, ginnasta svedese (n. 1883)
- 20 novembre - Vittorio Genovesi, gesuita e poeta italiano (n. 1887)
- 20 novembre - Raffaele Merloni, politico e avvocato italiano (n. 1907)
- 21 novembre - Ciriaco Del Pozzo, politico e medico italiano (n. 1905)
- 21 novembre - Bruno Leoni, filosofo, giurista e politologo italiano (n. 1913)
- 21 novembre - Florence Reed, attrice statunitense (n. 1883)
- 22 novembre - Suzanne Bing, attrice, traduttrice e pedagogista francese (n. 1885)
- 22 novembre - Mario De Renzi, architetto e urbanista italiano (n. 1897)
- 22 novembre - Guy Holmes, calciatore inglese (n. 1905)
- 22 novembre - Melchiorre Luise, basso italiano (n. 1896)
- 23 novembre - Otto Erich Deutsch, musicologo austriaco (n. 1883)
- 24 novembre - Guido Grilli, pittore e illustratore italiano (n. 1905)
- 24 novembre - Rusty Saunders, cestista e giocatore di baseball statunitense (n. 1906)
- 24 novembre - Arthur Shirley, attore, regista e sceneggiatore australiano (n. 1886)
- 25 novembre - Heinz Hilpert, attore, regista e direttore teatrale tedesco (n. 1890)
- 25 novembre - Giorgio Levi Della Vida, orientalista e storico delle religioni italiano (n. 1886)
- 25 novembre - Ossip Zadkine, scultore russo (n. 1890)
- 26 novembre - Leonid Michajlovič Lavrovskij, coreografo, ballerino e direttore artistico russo (n. 1905)
- 26 novembre - Albert Warner, produttore cinematografico statunitense (n. 1884)
- 27 novembre - Giacomo Belotti, pittore italiano (n. 1887)
- 27 novembre - Léon M'ba, politico gabonese (n. 1902)
- 27 novembre - Ettore Panizza, compositore e direttore d'orchestra argentino (n. 1875)
- 27 novembre - Giuseppe Totti, calciatore italiano (n. 1920)
- 29 novembre - Marten von Barnekow, cavaliere tedesco (n. 1900)
- 29 novembre - Giovanni Favoino di Giura, avvocato, giornalista e scrittore italiano (n. 1885)
- 29 novembre - Vladimir Konstantinovič Konovalov, ammiraglio sovietico (n. 1911)
- 29 novembre - Ferenc Münnich, politico ungherese (n. 1886)
- 30 novembre - Harry Duggan, calciatore irlandese (n. 1903)
- 30 novembre - Ebba Holm, pittrice e incisore danese (n. 1889)
- 30 novembre - Patrick Kavanagh, poeta e scrittore irlandese (n. 1904)
- 30 novembre - Giosea di Waldeck e Pyrmont, generale e principe tedesco (n. 1896)